# Communauté de communes des Terres du Val de Loire
La communauté de communes des Terres du Val de Loire est une structure intercommunale française, située dans les départements du Loiret et de Loir-et-Cher en région Centre-Val de Loire. Elle a été créée le 1er janvier 2017 et est issue de la fusion des communautés de communes  du Val des Mauves, du Canton de Beaugency et du Val d'Ardoux, situées dans le Loiret, et celle de la Beauce oratorienne, située en Loir-et-Cher.
Elle regroupe 25 communes et 49 674 habitants. Les communes concernées partagent un certain nombre de compétences[pas clair]. Son siège se trouve à Meung-sur-Loire.

## Histoire
Dans une perspective de renforcement des intercommunalités, la loi du 7 août 2015 portant nouvelle organisation territoriale de la République, dite loi NOTRe , augmente le seuil démographique minimal de 5 000 à 15 000 habitants, sauf exceptions. Le Schéma départemental de coopération intercommunale du Loiret est arrêté sur ces bases le 30 mars 2016 et prévoit la fusion de quatre communautés de communes dans l'ouest du département.
Le projet de périmètre est défini par arrêté inter-départemental du 2 mai 2016 puis approuvé le 2 décembre 2016.

## Territoire communautaire

### Géographie
Située à l'ouest du département du Loiret et au nord-est de celui de Loir-et-Cher, la communauté de communes des Terres du Val de Loire regroupe 25 communes et couvre une superficie de 659,20 km2.

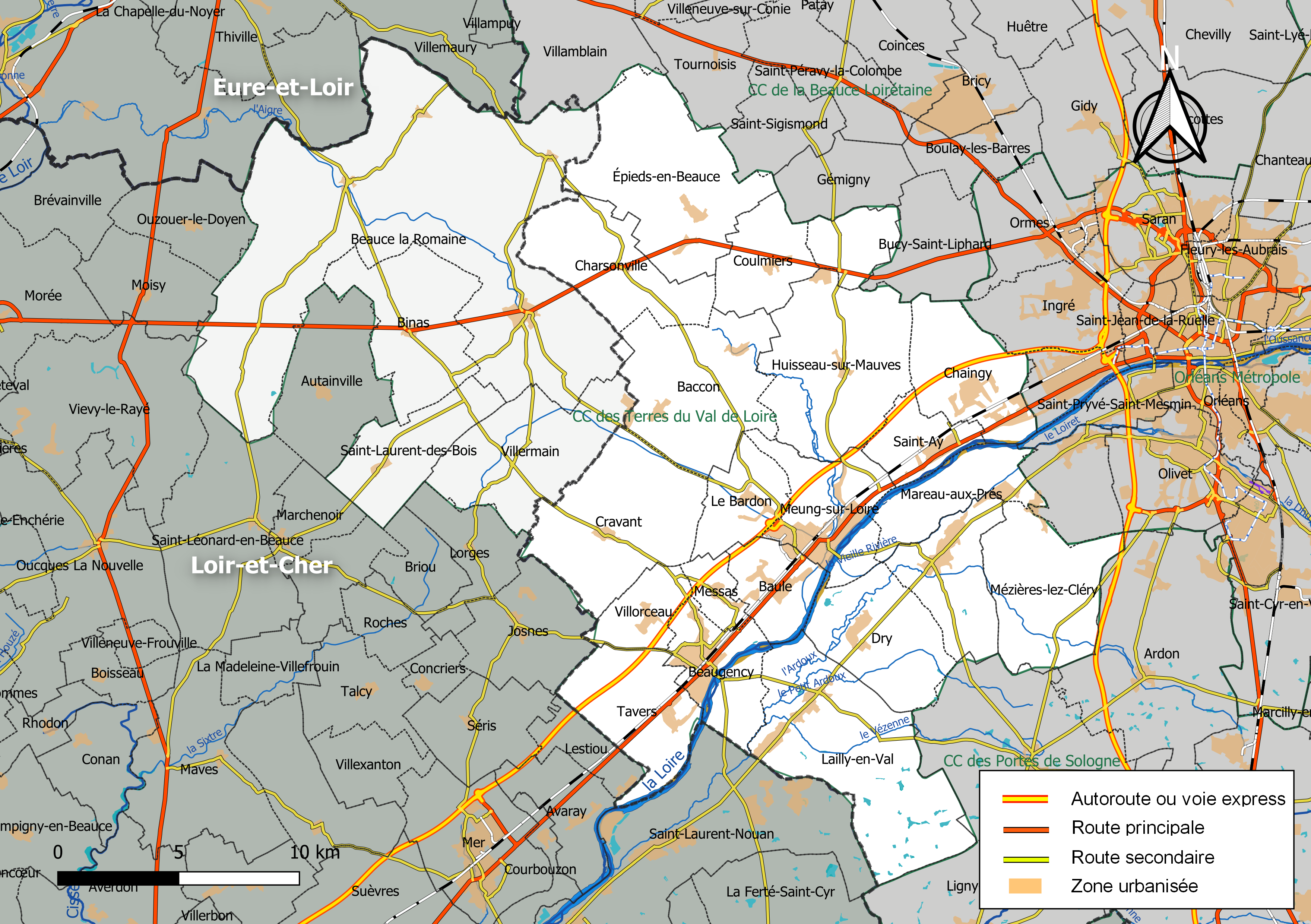
Carte de la communauté de communes des Terres du Val de Loire au 1er janvier 2019.

### Composition

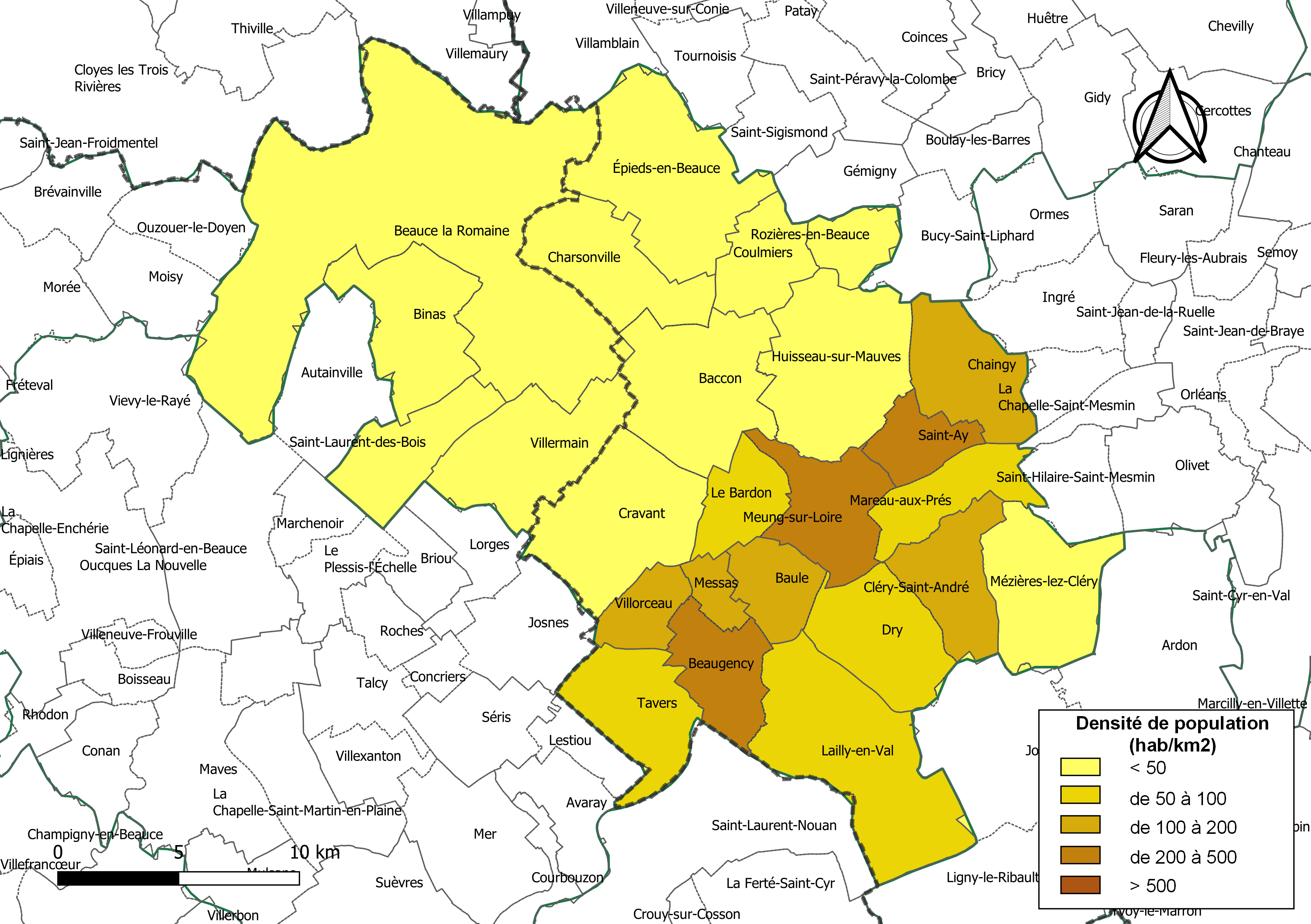
Carte des densités de population (millésimée 2016) des communes de la communauté de communes des Terres du Val de Loire. Composition en communes au 1er janvier 2019.

En 2017, le périmètre de la communauté de communes couvre le territoire de 25 communes. La population municipale 2021 est de 49 674 habitants et sa densité de 75 habitants/km2.
La communauté de communes est composée des 25 communes suivantes :

| Nom                     | Code Insee | Gentilé        | Superficie (km2) | Population (dernière pop. légale) | Densité (hab./km2) |
| ----------------------- | ---------- | -------------- | ---------------- | --------------------------------- | ------------------ |
| Meung-sur-Loire (siège) | 45203      | Magdunois      | 20,35            | 6 621 (2022)                      | 325                |
| Baccon                  | 45019      | Bacconnais     | 33,02            | 643 (2022)                        | 19                 |
| Le Bardon               | 45020      | Bardonniers    | 12,23            | 970 (2022)                        | 79                 |
| Baule                   | 45024      | Baulois        | 12,11            | 2 005 (2022)                      | 166                |
| Beauce la Romaine       | 41173      |                | 136,51           | 3 350 (2022)                      | 25                 |
| Beaugency               | 45028      | Balgenciens    | 16,45            | 7 811 (2022)                      | 475                |
| Binas                   | 41017      |                | 26,38            | 658 (2022)                        | 25                 |
| Chaingy                 | 45067      | Cambiens       | 21,69            | 4 081 (2022)                      | 188                |
| Charsonville            | 45081      | Charsonvillois | 24,55            | 611 (2022)                        | 25                 |
| Cléry-Saint-André       | 45098      | Cléricois      | 18,13            | 3 540 (2022)                      | 195                |
| Coulmiers               | 45109      | Colmériens     | 14,28            | 565 (2022)                        | 40                 |
| Cravant                 | 45116      | Cravantais     | 33,91            | 951 (2022)                        | 28                 |
| Dry                     | 45130      | Dryssois       | 22,64            | 1 414 (2022)                      | 62                 |
| Épieds-en-Beauce        | 45134      | Spicaciens     | 40,22            | 1 446 (2022)                      | 36                 |
| Huisseau-sur-Mauves     | 45167      | Uxellois       | 37,16            | 1 754 (2022)                      | 47                 |
| Lailly-en-Val           | 45179      | Laillylois     | 45,61            | 3 100 (2022)                      | 68                 |
| Mareau-aux-Prés         | 45196      | Mareprésiens   | 13,34            | 1 669 (2022)                      | 125                |
| Messas                  | 45202      | Messassiens    | 5,21             | 1 029 (2022)                      | 198                |
| Mézières-lez-Cléry      | 45204      | Macériens      | 27,01            | 857 (2022)                        | 32                 |
| Rozières-en-Beauce      | 45264      | Roziérois      | 9,17             | 181 (2022)                        | 20                 |
| Saint-Ay                | 45269      | Agyliens       | 10,07            | 3 691 (2022)                      | 367                |
| Saint-Laurent-des-Bois  | 41219      | Laurençaux     | 18,32            | 329 (2022)                        | 18                 |
| Tavers                  | 45317      | Taversois      | 22,62            | 1 338 (2022)                      | 59                 |
| Villermain              | 41289      |                | 28,75            | 388 (2022)                        | 13                 |
| Villorceau              | 45344      | Villorcéens    | 9,5              | 1 076 (2022)                      | 113                |

## Administration

### Siège
Le siège de la Communauté de Communes est situé au sein des locaux de la Maison du Département à Meung-sur-Loire, mais les différents services sont réparties dans les communes membres. Par exemple, les Pôles Technique, Ressources et Services à la population sont situés à Beaugency et la Direction générale et le Pôle Développement Territorial et Solidarité à Meung-sur-Loire.

### Conseil communautaire
Le nombre et la répartition des sièges au sein de l’organe délibérant de la communauté de communes des Terres du Val de Loire est arrêté selon les modalités prévues aux II et III de l'article L 5211-6-1 du CGCT. Ainsi le conseil communautaire compte 47 sièges répartis en fonction du nombre d'habitants de chaque commune.
| Nombre de conseillers | Communes                                                               |
| --------------------- | ---------------------------------------------------------------------- |
| 6                     | Beaugency, Meung-sur-Loire                                             |
| 3                     | Beauce-la-Romaine, Chaingy, Cléry-Saint-André, Lailly-en-Val, Saint-Ay |
| 2                     | Baule                                                                  |
| 1 (+1 suppléant)      | les 17 autres communes                                                 |

### Élus
La communauté de communes est administrée par son conseil communautaire constitué en 2020 de 47 conseillers communautaires, qui sont des conseillers municipaux représentant chacune des communes membres.
À la suite des élections municipales de 2020 dans le Loiret, le conseil communautaire du 9 juillet 2020 a réélu sa présidente, Pauline Martin, maire de Meung-sur-Loire, ainsi que ses 10 vice-présidents.
À la suite de l'élection de Pauline Martin lors des sénatoriales, le bureau est remanié le 19 octobre 2023 et depuis cette date, la liste des vice-présidents est la suivante :
|     | Attributions                                 | Identité            | Qualité                            |
| --- | -------------------------------------------- | ------------------- | ---------------------------------- |
| 1er | Sport et vie associative                     | Jacques Mesas       | Maire de Beaugency                 |
| 2e  | Enfance, jeunesse et scolaire                | Bernard Espugna     | Maire de Beauce la Romaine         |
| 3e  | Travaux, voirie et bâtiments                 | Gérard Corgnac      | Maire de Cléry-Saint-André         |
| 4e  | Aménagement du territoire et urbanisme       | Aurore Caro         | Maire de Meung-sur-Loire           |
| 5e  | Santé et social                              | Anna Lamboul        | Adjointe au maire de Lailly-en-Val |
| 6e  | Tourisme et communication                    | Odile Bret          | Maire déléguée d'Ouzouer-le-Marché |
| 7e  | Collecte et traitement des déchets           | Jean-Marie Cornière | Maire de Dry                       |
| 8e  | Environnement et assainissement              | Anita Benier        | Maire de Baccon                    |
| 9e  | Finances                                     | Patrick Echegut     | Maire de Baule                     |
| 10e | Économie, commerce, artisanat et agriculture | Philippe Rossignol  | Premier adjoint au maire de Tavers |

Ensemble, ils forment le bureau communautaire pour la période 2020-2026.

### Liste des présidents
| Période         | Période                       | Identité           | Étiquette | Qualité |
| --------------- | ----------------------------- | ------------------ | --------- | --- |
| 4 janvier 2017  | 19 octobre 2023               | Pauline Martin     | DVD       | Maire de Meung-sur-Loire (2008 → 2023) Sénatrice du Loiret (2023 → ) Réélue en 2020 Démissionnaire après son élection comme sénatrice |
| 19 octobre 2023 | En cours (au 18 juillet 2025) | Jean-Pierre Durand | DVD       | Maire de Chaingy (2008 → ) |

### Compétences
La loi Notre prévoit le transfert de nouvelles compétences aux communautés de communes et aux communautés d’agglomération selon un calendrier échelonné.

#### Compétences obligatoires
- Promotion du tourisme, dont la création d’offices de tourisme (au sein du groupe de compétence « développement économique ») : 1er janvier 2017
- Collecte et traitement des déchets : La loi NOTRe rend obligatoire l’exercice de la compétence « gestion des déchets ménagers » pour les communautés de communes à partir du 1er janvier 2017. Dans ce cadre, le préfet du Loiret indique dans un courrier du 28 décembre 2016 aux présidents des communautés de communes concernées que le syndicat mixte intercommunal pour le ramassage et le traitement des ordures ménagères (SMIRTOM) de la Région de Beaugency sera dissous le 30 juin 2017[11].
- Entretien et gestion des aires d’accueil des gens du voyage : 1er janvier 2017
- Gestion des milieux aquatiques et protection contre les inondations (GEMAPI) : 1er janvier 2018
- Assainissement : 1er janvier 2020

#### Compétences optionnelles et facultatives
La lecture combinée des articles 64 et 68 ajoute :
- les compétences « création et gestion de maisons de service au public » et « eau » sur la liste des compétences optionnelles des communautés de communes à compter respectivement du 1er janvier 2017 et du 1er janvier 2018 pour les communautés de communes existantes.
- la compétence « Création de maisons de service au public » sur la liste des compétences optionnelles des communautés d’agglomération à compter du 1er janvier 2017.

En cas de fusion d’EPCI, le nouvel EPCI exerce l’ensemble des compétences exercées auparavant par les EPCI fusionnés (niveau d’intégration le plus élevé). Toutefois, et jusqu’à une délibération de l’EPCI dans le délai d’un an s’agissant des compétences optionnelles et dans le délai de deux ans s’agissant des compétences facultatives, l’EPCI fusionné n’exerce les compétences optionnelles ou facultatives que sur les anciens périmètres où elles étaient exercées.

### Budget
Les budgets annexes de la communauté de communes sont : 
- SPANC de la communauté de communes des Terres du Val de Loire
- Service GeMAPI de la communauté de communes des Terres du Val de Loire
- Lotissement ZA – CCVA
- ZA des Pierrelets
- ZAC des Chantaupiaux Épieds-en-Beauce
- Lotissement Binas
- ZA Extension ZA – CCBO
- Halle des sports solaire